# Barcelona Búfals 2017
Questa voce raccoglie le informazioni riguardanti i Barcelona Búfals nelle competizioni ufficiali della stagione 2017.

## Maschile

### LNFA Serie B 2017

#### Stagione regolare
| 22 gennaio 2017, ore 11:00 | Barcelona Búfals | 8 – 20 referto | Osos de Rivas |  |

| 29 gennaio 2017, ore 12:00 | Fuenlabrada Cuervos | 0 – 73 referto | Barcelona Búfals |  |

| 12 febbraio 2017, ore 11:00 | Barcelona Búfals | 19 – 15 referto | Mallorca Voltors |  |

| 5 marzo 2017, ore 12:30 | Barcelona Búfals | 18 – 23 referto | L'Hospitalet Pioners |  |

| 11 marzo 2017, ore 16:30 | Osos de Rivas | 34 – 0 referto | Barcelona Búfals |  |

| 26 marzo 2017, ore 10:00 | Barcelona Búfals | 66 – 0 referto | Fuenlabrada Cuervos |  |

| 2 aprile 2017, ore 12:00 | Mallorca Voltors | 13 – 12 referto | Barcelona Búfals |  |

| 30 aprile 2017, ore 12:00 | L'Hospitalet Pioners | 37 – 14 referto | Barcelona Búfals |  |

### Statistiche di squadra
| Competizione      | %Vittorie | In casa | In casa | In casa | In casa | In casa | In casa | In trasferta | In trasferta | In trasferta | In trasferta | In trasferta | In trasferta | Totale | Totale | Totale | Totale | Totale | Totale |
| Competizione      | %Vittorie | G       | V       | N       | P       | Pf      | Ps      | G            | V            | N            | P            | Pf           | Ps           | G      | V      | N      | P      | Pf     | Ps     |
| ----------------- | --------- | ------- | ------- | ------- | ------- | ------- | ------- | ------------ | ------------ | ------------ | ------------ | ------------ | ------------ | ------ | ------ | ------ | ------ | ------ | ------ |
| Stagione regolare | .375      | 4       | 2       | 0       | 2       | 111     | 58      | 4            | 1            | 0            | 3            | 99           | 84           | 8      | 3      | 0      | 5      | 210    | 142    |
| Totale            | .375      | 4       | 2       | 0       | 2       | 111     | 58      | 4            | 1            | 0            | 3            | 99           | 84           | 8      | 4      | 0      | 4      | 210    | 142    |

## Femminile

### LNFA Femenina 2017

#### Stagione regolare
| 15 gennaio 2017, ore 12:00 | L'Hospitalet Pioners | 12 – 16 referto | Barcelona Búfals |  |

| 22 gennaio 2017, ore 14:00 | Barcelona Búfals | 0 – 26 referto | Barberá Rookies |  |

| 12 febbraio 2017, ore 16:00 | Terrassa Reds | 20 – 6 referto | Barcelona Búfals |  |

| 26 febbraio 2017, ore 12:30 | Barcelona Búfals | 12 – 0 referto | Badalona Dracs |  |

| 5 marzo 2017, ore 10:00 | Barcelona Búfals | 6 – 37 referto | L'Hospitalet Pioners |  |

| 23 aprile 2017, ore 12:00 | Barcelona Búfals | 6 – 12 referto | Terrassa Reds |  |

| 29 aprile 2017, ore 16:00 | Barberá Rookies | 50 – 8 referto | Barcelona Búfals |  |

| 7 maggio 2017, ore 15:00 | Badalona Dracs | 4 – 20 referto | Barcelona Búfals |  |

### Statistiche di squadra
| Competizione      | %Vittorie | In casa | In casa | In casa | In casa | In casa | In casa | In trasferta | In trasferta | In trasferta | In trasferta | In trasferta | In trasferta | Totale | Totale | Totale | Totale | Totale | Totale |
| Competizione      | %Vittorie | G       | V       | N       | P       | Pf      | Ps      | G            | V            | N            | P            | Pf           | Ps           | G      | V      | N      | P      | Pf     | Ps     |
| ----------------- | --------- | ------- | ------- | ------- | ------- | ------- | ------- | ------------ | ------------ | ------------ | ------------ | ------------ | ------------ | ------ | ------ | ------ | ------ | ------ | ------ |
| Stagione regolare | .375      | 4       | 1       | 0       | 3       | 24      | 75      | 4            | 2            | 0            | 2            | 50           | 86           | 8      | 3      | 0      | 5      | 74     | 161    |
| Totale            | .375      | 4       | 1       | 0       | 3       | 24      | 75      | 4            | 2            | 0            | 2            | 50           | 86           | 8      | 3      | 0      | 5      | 74     | 161    |